# Плутино

Рух Орка та Плутона в системі відліку, що обертається з періодом обертання Нептуна.

Порівняння найбільших плутино за розміром, альбедо і кольором.

Плути́но — в астрономії — транснептуновий об'єкт, що перебуває в орбітальному резонансі 2:3 із Нептуном. Тобто, плутино робить два оберти навколо Сонця за той самий час, що Нептун робить три. Назву «плутино» утворено від назви карликової планети Плутон, яка рухається орбітою, що потрапила в цей резонанс. Термін стосується лише орбітального резонансу й не має стосунку до інших фізичних характеристик. 
До цього класу включено сам Плутон, його супутники, Орк, Іксіон, Гуйя, 1998 SN165 та ще близько чверті об'єктів Пояса Койпера, що утворюють його внутрішню частину.